# Brunhilde Hendrix
Brunhilde Hendrix (Langenzenn, 2 agosto 1938 – Sachsen bei Ansbach, 28 novembre 1995) è stata una velocista tedesca.
Era figlia di due atleti tedeschi che avevano partecipato a loro volta ai Giochi olimpici, Friedrich Hendrix e Marie Dollinger.

## Palmarès
| Anno                                              | Manifestazione  | Sede | Evento  | Risultato | Prestazione | Note |
| ------------------------------------------------- | --------------- | ---- | ------- | --------- | ----------- | ---- |
| In rappresentanza della Squadra Unificata Tedesca |                 |      |         |           |             |      |
| 1960                                              | Giochi olimpici | Roma | 4×100 m | Argento   | 44"8        |      |